# برونو لوزی
برونو لوزی (انگلیسی: Bruno Luzi؛ زادهٔ ۳۰ مهٔ ۱۹۶۵) بازیکن فوتبال اهل فرانسه است.